# فیلیپ هویس
فیلیپ هویس (به فرانسوی: Philip Huyse) استاد ایران‌شناس و زبان‌های ایرانی باستان در دانشگاه پاریس است.
زمینه کاری او واژه‌شناسی و زبانشناسی ایرانی و کتیبه‌شناسی ایرانی و یونانی شرقی در دوران هلنیستی است و روابط و ارتباطات بین ایرانی‌ها، یونانی‌ها-رومی‌ها تا هندی‌ها است.

## آثار منتخب
- فیلیپ هویسه در «جامعه ساسانی پسین» در «ساسانیان»، ویرایش وستا سرخوش کرتیس و سارا استوارت، ترجمه کاظم فیروزمند.
- «ادبیات کتیبه‌ای ایرانی»، در کتاب ادبیات ایران باستان، زیر نظر دکتر ژاله آموزگار
- تاریخ امپراتوری ساسانی / مدیران پروژه: ریکا گیسلن، فیلیپ هویس (چکیده)
- ادبیات سنگ‌نبشته‌ای به زبان‌های ایرانی کهن و میانه، در کتاب تاریخ ادبیات فارسی (جلد هفدهم: ادبیات ایران پیش از اسلام)، ویراستار: رونالد امریک، ماریا ماتسوخ، احسان یارشاطر

- Huyse, Philip (2001-05-15). "Grundzüge der Vor- und Frühgeschichte Irans. Die Arier in den nahöstlichen Quellen des 3. und 2. Jahrtausends v. Chr. Tehran, International Publications of Iranian Studies, 1998, VII + 308 p." Abstracta Iranica. Revue bibliographique pour le domaine irano-aryen (به فرانسوی) (Volume 22). ISSN 0240-8910.
- Iran: Questions et connaissances. Vol. I La periode ancienne (Cahiers de Studia Iranica) Bilingual Edition
- Philip Huyse, Die dreisprachige Inschrift Šābuhrs I. An der Kaʿba-i Žardušt ĞŠKZ), 2 vols. (Corp. Iscrip. Iran. III, Vol. I, Text I), London 1999.
- "EPIGRAPHY ii. Greek inscriptions from ancient Iran" in Encyclopædia Iranica, Vol. VIII, Fasc. 5, pp. 488-490
- Ph. Huyse, “Die Namen der sechs Mitverschworenen des Dareios im Liber memorialis des Lucius Ampelius,” Acta Orientalia Belgica 7, 1992, pp. 159-171.
- "AMPELIUS, LUCIUS" in Encyclopædia Iranica
- Die dreisprachige Inschrift Sabuhrs I: an der Ka‘ba-i Zardušt, Corpus Inscriptionum Iranicarum, part 3/1, 2 vols. , London, 1999, I, p. 60.
- "HERODIAN" in Encyclopædia Iranica, Vol. XII, Fasc. 3, p. 254
- "IRAN viii. PERSIAN LITERATURE (1) Pre-Islamic" in Encyclopædia Iranica, Vol. XIII, Fasc. 4, pp. 410-414
- La Perse Antique (Guides Belles Lettres Des Civilisations) (French Edition)